# The Mamas
The Mamas — шведсько-американський соул та госпел гурт. У березні 2020 року гурт із синглом «Move» переміг на Melodifestivalen 2020 та мав представляти Швецію на Пісенному конкурсі Євробачення 2020 в Роттердамі, Нідерланди, який був скасований.

## Історія

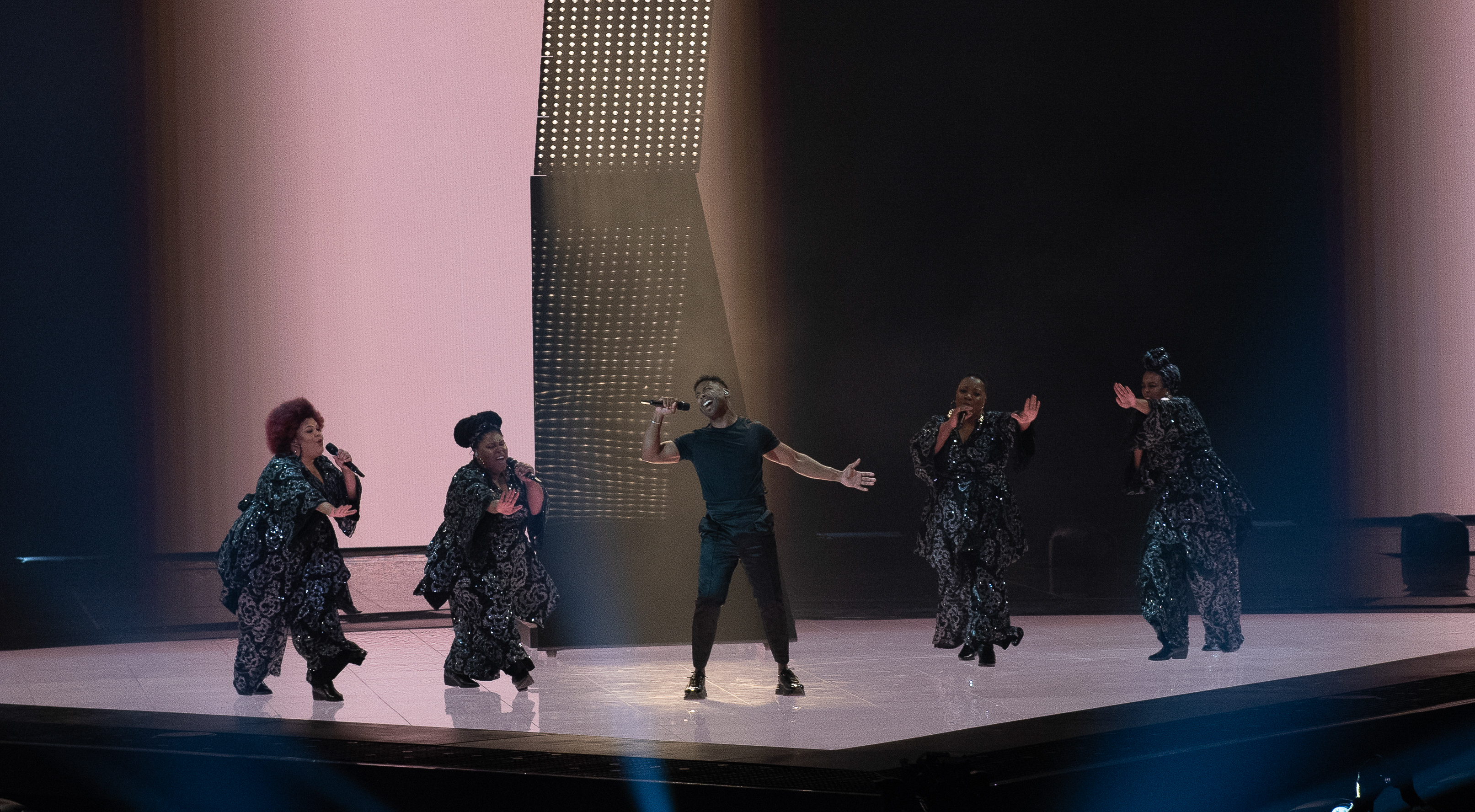
Виступ на Євробаченні 2019

The Mamas брали участь у записі пісні співака Йона Лундвіка «Too Late for Love» для Melodifestivalen 2019 як бек-вокалістки. Лундвік разом з The Mamas переміг у Мелодіфестівалені та здобув право представляти Швецію на Євробаченні 2019, що проходило в Тель-Авіві, Ізраїль. 18 травня 2019 року Йон Лундвік разом з бек-гуртом The Mamas посів 5 місце у фіналі.
Наприкінці 2019 року було оголошено, що гурт The Mamas (без Періс Реніти) як сольний проєкт візьмуть участь у Melodifestivalen 2020 з піснею «Move». 1 лютого 2020 року вони виступили в першому чвертьфіналі, в Лінчепінгу, та кваліфікувалися безпосередньо до фіналу, який відбувся 7 березня 2020 року на «Френдз Арені» у Стокгольмі. The Mamas стали переможницями Melodifestivalen 2020, набравши 137 балів, та отримали право представляти Швецію на Пісенному конкурсі Євробачення 2020, який мав проходити у Роттердамі, Нідерланди. У березні 2020 року конкурс був скасований через пандемію COVID-19.

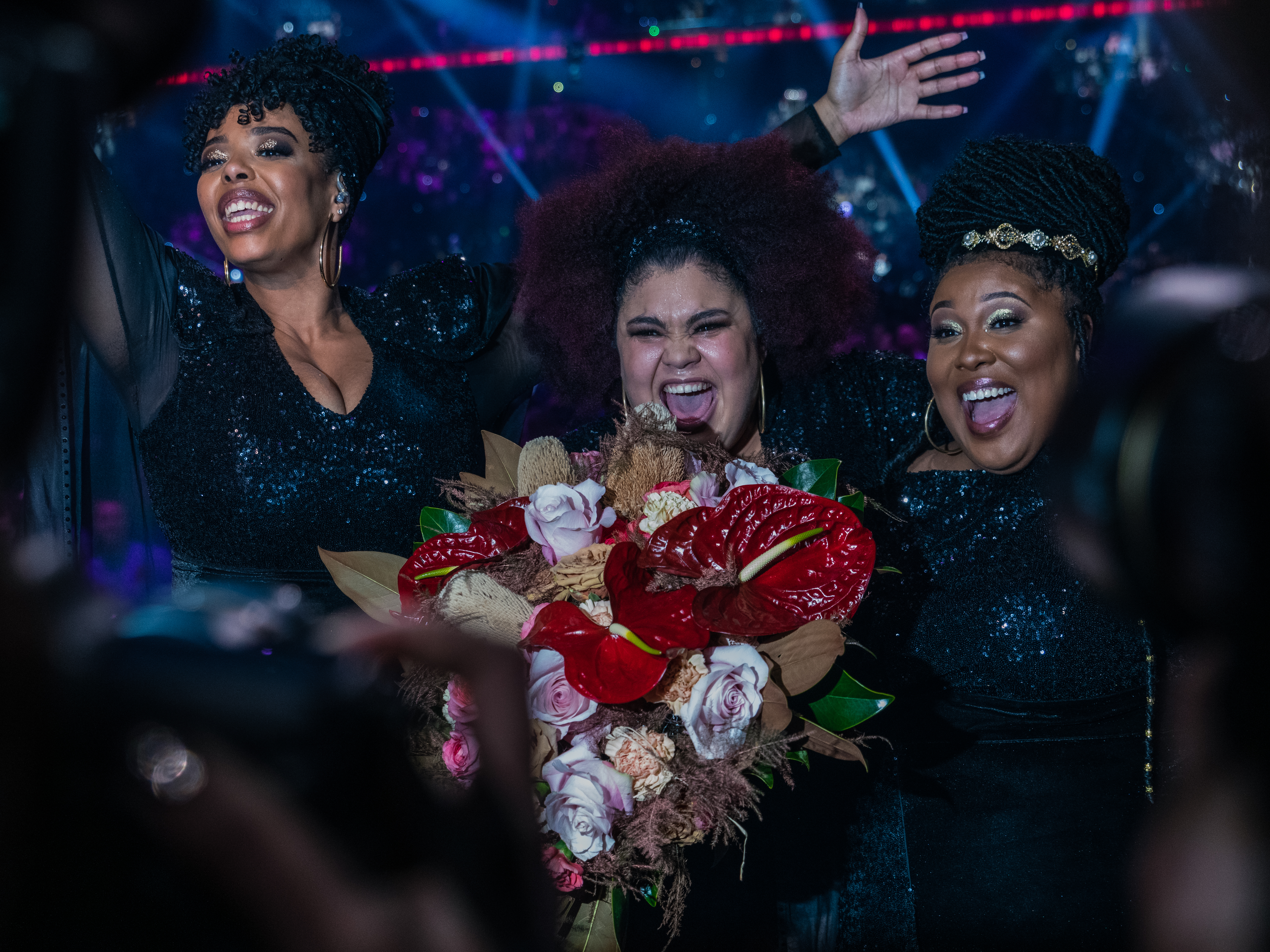
Після перемоги на Melodifestivalen 2020

Наступного року The Mamas взяли участь у Melodifestivalen 2021 із піснею «In the Middle». 27 лютого 2021 року вони виступили в четвертій відбірковій групі й кваліфікувалися до фіналу, який відбувся 13 березня 2021 року в Annexet у Стокгольмі. The Mamas посіли третє місце у фіналі, набравши 106 очок.
У травні 2021 року гурт The Mamas виступав на святкуванні Міжнародного дня працівників соціал-демократичної партії Швеції. У листопаді того ж року вони випустили третій мініальбом «Won't Let the Sun Go Down».
У квітні 2023 року The Mamas оголосили, що призупиняють діяльність гурту на невизначений термін, щоб розпочати сольну кар'єру як окремі виконавиці.

## Склад гурту
- Ешлі Гейнс (Ashley Haynes), народилася 19 січня 1987 року у Вашингтоні, округ Колумбія[12]
- Лулу Ламотт (Loulou Lamotte), народилася 16 квітня 1981 року в Мальме[13]
- Діна Йонас Манна (Dinah Yonas Manna), народилася 5 вересня 1981 року в Стокгольмі[12]
- Періс Реніта (Paris Renita), засновниця гурту, покинула його у 2019 році[14]

## Дискографія

### Мініальбоми
| Назва                                                              | Додаткова інформація                                                                      | Пікові позиції в чартах |
| Назва                                                              | Додаткова інформація                                                                      | SWE                     |
| ------------------------------------------------------------------ | ----------------------------------------------------------------------------------------- | ----------------------- |
| Tomorrow Is Waiting                                                | - Реліз: 25 вересня 2020 - Формат: Digital download, streaming - Лейбл: Universal Music   | —                       |
| All I Want for December                                            | - Реліз: 21 листопада 2020 - Формат: Digital download, streaming - Label: Universal Music | 19                      |
| Won't Let the Sun Go Down                                          | - Реліз: 12 листопада 2021 - Формат: Digital download, streaming - Лейбл: Universal Music |                         |
| «—» позначає запис, який не потрапив у чарти або не був випущений. |                                                                                           |                         |

### Сингли
| Назва                                                              | Рік  | Пікові позиції в чартах | Пікові позиції в чартах | Пікові позиції в чартах | Сертифікати     | Альбом                    |
| Назва                                                              | Рік  | SWE                     | SCO                     | UK Down.                | Сертифікати     | Альбом                    |
| ------------------------------------------------------------------ | ---- | ----------------------- | ----------------------- | ----------------------- | --------------- | ------------------------- |
| «When You Wish Upon a Star»                                        | 2019 | —                       | —                       | —                       |                 | We Love Disney            |
| «Move»                                                             | 2020 | 1                       | 52                      | 55                      | - GLF: Platinum | Сингл без альбому         |
| «Let It Be»                                                        | 2020 | —                       | —                       | —                       |                 | Tomorrow Is Waiting       |
| «Touch the Sky»                                                    | 2020 | —                       | —                       | —                       |                 | Tomorrow Is Waiting       |
| «A Christmas Night to Remember»                                    | 2020 | 88                      | —                       | —                       |                 | All I Want for December   |
| «In the Middle»                                                    | 2021 | 9                       | —                       | —                       |                 | Сингли без альбому        |
| «Itsy Bitsy Teenie Weenie Yellow Polka Dot Bikini»                 | 2021 | —                       | —                       | —                       |                 | Сингли без альбому        |
| «Sun Goes Down»                                                    | 2021 | —                       | —                       | —                       |                 | Won't Let the Sun Go Down |
| «Say So» (with Ash Haynes)                                         | 2021 | —                       | —                       | —                       |                 | Won't Let the Sun Go Down |
| «Just a Little» (with Dinah Yonas Manna)                           | 2021 | —                       | —                       | —                       |                 | Won't Let the Sun Go Down |
| «Don't Kill the Groove» (with LouLou Lamotte)                      | 2021 | —                       | —                       | —                       |                 | Won't Let the Sun Go Down |
| «—» позначає запис, який не потрапив у чарти або не був випущений. |      |                         |                         |                         |                 |                           |

### Інші пісні в чартах
| Назва           | Рік  | Пікові позиції в чартах | Альбом                  |
| Назва           | Рік  | SWE Heat.               | Альбом                  |
| --------------- | ---- | ----------------------- | ----------------------- |
| «Shine a Light» | 2020 | 7                       | All I Want for December |